# لشکر یکم زرهی (بریتانیا)
لشکر ۱ زرهی بریتانیا (انگلیسی: 1st Armoured Division) لشکر زرهی نیروی زمینی بریتانیا بود، که در سال ۱۹۳۷ تأسیس شد و در سال ۱۹۴۷ منحل گردید.
این لشکر در ۲۴ نوامبر ۱۹۳۷، پس از چندین سال بحث در مورد ایجاد چنین تشکیلاتی، به عنوان لشکر متحرک تشکیل شد. سپس در آوریل ۱۹۳۹، به لشکر اول زرهی تغییر نام داد. پس از آغاز جنگ جهانی دوم، در سپتامبر ۱۹۳۹، واحدها و تشکیلات تابعه برای تقویت سایر واحدها از این لشکر خارج شدند. سپس، در ماه مه ۱۹۴۰، این لشکر به فرانسه اعزام شد و سپس در نبرد فرانسه جنگید. پس از چندین درگیری و تلفات سنگین تانک، در ماه ژوئن، در جریان عملیات هوایی، مجبور به عقب‌نشینی به بریتانیا شد. در اواخر سال ۱۹۴۱، این لشکر به شمال آفریقا اعزام شد و در آنجا در نبرد صحرای غربی، به ویژه در نبرد غزاله و نبردهای اول و دوم العلمین شرکت کرد.
این لشکر سپس در نبرد تونس تا شکست محور در شمال آفریقا در ماه مه ۱۹۴۳ جنگید. در این دوره بود که به طور موقت به لشکر اول زرهی بریتانیا تغییر نام داد تا از اشتباه گرفته شدن آن با لشکر اول زرهی آمریکا جلوگیری شود. با پایان نبرد در تونس، این لشکر تا سال ۱۹۴۴ در شمال آفریقا باقی ماند. در ماه مه، شروع به حرکت به ایتالیا برای جنگ در نبرد ایتالیا کرد. بین اواخر اوت و پایان سپتامبر، این لشکر در چندین نبرد به عنوان بخشی از حمله متفقین به خط گوتیک آلمان جنگید. به دلیل کمبود نیروی انسانی در ارتش بریتانیا، این لشکر تجزیه شد تا برای سایر یگان‌ها تقویت فراهم کند تا آنها را در قدرت کامل نگه دارد. در اکتبر ۱۹۴۴، این لشکر فرماندهی آخرین نیروهای خود را واگذار کرد و دیگر یک یگان عملیاتی نبود و در ۱۱ ژانویه ۱۹۴۵ منحل شد.